# 蘇春濤
蘇春濤（1918年1月25日—2003年10月31日），臺灣教育工作者，為臺灣童謠《妹妹背著洋娃娃》的作曲者。

## 生平

### 早年
蘇春濤生於1918年1月25日，新竹閩南人，和兒歌《妹妹背著洋娃娃》作詞者周伯陽是新竹公學校相差一屆的校友，同時在日治時期考上台北第二師範學校。
蘇春濤讀師範時選填音樂組，1938年畢業。他擔任一所鄉下學校的老師時，曾經以唱歌方式矯正一位有口吃的國小二年級學生。

### 作曲
蘇春濤師範畢業四年後，與周伯陽都回到母校新竹市東區新竹國民小學當教師。蘇春濤回憶1949年政府當時正大力推行國語運動，規定學校老師必須晚上補習國語、白天教注音符號，音樂課不能教唱日語或臺語歌曲。1951年，周伯陽創作《妹妹揹著洋娃娃》歌詞。蘇春濤將這首詞熟讀，在一個星期中想出旋律，先於學校教唱，學生還包括李遠哲。剛好呂泉生主編的音樂雜誌《新選歌謠》月刊以獎金鼓勵創作兒歌童謠，因此吸引他們投稿。1952年，《妹妹背著洋娃娃》在該月刊入選，他們大為振奮，便繼續創作。刊登《新選歌謠》後，此歌成為國民政府推行國語的媒介之一。原先的歌名是由周伯陽命名「花園裡的洋娃娃」，但因長久以來人們在吟唱時，習慣以歌曲的第一句歌詞來流傳，久而久之，「妹妹背著洋娃娃」開頭反而被誤稱為歌名。
此外，蘇春濤和周伯陽創作的《木瓜》也入選，還成為五十年代中小學音樂課本的教材。 蘇春濤自己後來也譜了一些曲子，像新竹市育賢國中的校歌，不過1969年任校長後工作忙碌，加上周伯陽去世，無心再譜曲，興趣轉向攝影和公益活動。擔任校長後，他一次參加板橋教師研習營，遇到當時口吃的學生已變老師，後來該學生還擔任校長。

### 退休
1983年，蘇春濤退休。退休的他會對記者講解新竹市的相關文史。
台北音樂教育學會總幹事劉美蓮表示《妹妹背著洋娃娃》有輕快的旋律和易學的歌詞，藉著音樂課本、唱片、錄音帶、玩具等公司傳誦全臺灣，不過，不僅沒有付使用費，反而原作者「佚名」。後來，她才在1952年《新選歌謠》月刊發現《妹妹背著洋娃娃》作者。
劉美蓮透過新竹市市長蔡仁堅幫忙，決定在蘇春濤八十三歲生日舉辦慶祝活動。2000年1月25日，生日當天，新竹國小二年級學童帶著氣球和自己的玩偶，跟著蘇老校長一起唱著兒歌，五、六年級合唱團則唱生日快樂歌。汶辰科技公司捐贈收錄《妹妹背著洋娃娃》一曲的「台灣兒歌與民謠之旅」CD一百五十套，給新竹市各中小學和幼稚園。
2003年10月31日，蘇春濤病逝。